# Carl Siber
Carl Siber (auch: Karl Siber, Pseudonym: Gunnar Frank, * 5. Februar 1890 in Cannstatt; † vor 1971) war ein deutscher Schriftsteller.

## Leben
Carl Siber veröffentlichte zahlreiche Theaterstücke (meist in Schwankform) für Laienbühnen – teilweise in schwäbischer und bayerischer Mundart – sowie Textbücher zu Singspielen und Hörspiele. Daneben war er Verfasser einer Reihe von Sitten- und Unterhaltungsromanen.

## Werke
- Vorderhaus und Hinterhaus, Mühlhausen i. Thür. 1914
- Memento mori, Mühlhausen i. Thür. 1915
- Die Schand’!, Mühlhausen i. Thür. 1915
- Welche Wendung durch Maiers Pfändung!, Mühlhausen i.Th. 1917
- Auch sie sind Menschen!, Mühlhausen i. Thür. 1919
- Der Bolschewist, Leipzig 1919
- Dem Tag entgegen, Mühlhausen i. Thür 1919
- Die wunderlichen Schicksale des Balduin Lechleitner, Stuttgart 1919
- D’r Aushilfs-Patient. Schwäbischer Schwank in einem Akt. Theater-Verlag Carl Siber, Stuttgart um 1920.
- Ein guter Kerl, Leipzig 1920
- ’s Heimweh oder Auf dem Sonnenwendhof, Leipzig 1920
- Ihre galanten Abenteuer, Berlin 1920 (als Gunnár Frank)
- Kokotte Eva, München 1920
- Das Liebesleben der Marion Valeska, Stuttgart 1920 (als Gunnar Frank)
- Die Liebhaber der Baronin von G..., Würzburg 1920 (als Gunnar Frank)
- ’s Pfätschakendle, Stuttgart 1920
- Der Retter in der Not, Mühlhausen i. Th. 1920
- Des Sohnes Rache, Leipzig 1920
- Stahlkönig Stevenson, Hamburg 1920 (als Gunnar Frank)
- Die Verehrer der Beate Zollheim, Heilbronn 1920
- Der Weg zum Laster, Berlin 1920 (als Gunnár Frank)
- Aus Sibirien zurück oder Für tot erklärt, Leipzig 1921
- Der Brandstifter-Toni, Leipzig 1921
- Bröselmann’s Zwangsmieter oder Die unerwarteten Zwillinge, Mühlhausen i. Th. 1921
- Der Fall Laßberg, Mühlhausen i. Thür. 1921
- Familie Kulicke, Leipzig 1921
- Der geprellte Itzig, Leipzig 1921
- Der gewitzte Polizeikommissar, Leipzig 1921
- Hans Huckebein auf Freiersfüßen, Leipzig 1921
- Hochmut kommt vor dem Fall, Mühlhausen i.Thür. 1921
- Im Hotel Gimpelfang, Leipzig 1921
- Der Jagerfranzl von Ammergau, Mühlhausen i. Thür. 1921
- Kapital und Arbeit, Leipzig 1921
- Die Lieben der Sibylle Burg, Berlin 1921
- Der Mann mit zwei Frauen, Leipzig 1921
- Die resolute Minna oder Erbtanten auf Bomben, Leipzig 1921
- Eine schöne Bescherung!, Mühlhausen i. Thür. 1921
- So ein Luftikus!, Leipzig 1921
- Der Streikbrecher oder Wenn Dienstboten streiken, Leipzig 1921
- Um der Mutter willen, Leipzig 1921
- Weihnachten in der Herberge, Leipzig 1921
- Wenn die Lieb' erwacht, Leipzig 1921
- Der Ehrenbürger, Leipzig 1922
- Er läßt nicht locker!, Mühlhausen i. Thür. 1922
- Die Hunger-Familie, Leipzig 1922
- ’s Lieserl vom Lindenhof, Leipzig 1922
- Die tolle Fifi, Böblingen b. Stuttgart 1922 (als Gunnár Frank)
- Um die eigene Scholle, Leipzig 1922
- Die Unschulds-Lämmer, Leipzig 1922
- Untergang, Leipzig 1922
- Verfehlte Rache, Leipzig 1922
- Der verlorene Sohn, Mühlhausen i. Thür. 1922
- Waldmüllers Rosel, Leipzig 1922
- Apache Hannemann, Stuttgart 1923
- Die Bachmoser-Resi, Leipzig 1923
- Die Dorfprinzeß, Recklinghausen 1923
- ’s Dorle, Stuttgart 1923
- Der Heiratskandidat, Recklinghausen 1923
- Die lebende Tote, Recklinghausen 1923
- Leberecht Hühnchen oder Geburtstagsfeier im Schrebergarten, Mühlhausen i. Thür. 1923
- D’r Preußa-Schwob oder  D’r Berliner kommt!, Stuttgart [u. a.] 1923
- Raffkes, Stuttgart 1923
- D’r Sattler ond „Dappichs Dier“, Stuttgart 1923
- Schuld und Sühne, Stuttgart 1923
- Vater hat ’nen Kater, Recklinghausen 1923
- Die Verlobungshose, Leipzig 1923
- Wengerters-Knaudl oder Wenn zwoe sich möget …, Stuttgart 1923
- Wohnungsnot und Liebe, Stuttgart 1923
- Das Adoptivkind, Leipzig 1924
- Die Braunschweiger Wurst, Leipzig 1924
- Brudermord, Recklinghausen 1924
- Ein fideles Gefängnis, Leipzig 1924
- Im Künstlercafé „Kakadu“, Leipzig 1924
- Der Käsekommis, Leipzig 1924
- Mutters Einfall – Vaters Reinfall, Recklinghausen 1924
- Pannemann spielt Fußball, Leipzig 1924
- Piefke als Salon-Tiroler, Stuttgart 1924
- Der Todeskandidat, Recklinghausen 1924
- Treu der Heimatscholle, Leipzig 1924
- Der treue Hies, Recklinghausen 1924
- Was sich liebt, das kriegt sich!, Stuttgart 1924
- Weihnachten in der Berghütte, Leipzig 1924
- Aus Nacht zum Licht!, Leipzig 1925
- Bliemchen als Wachsfigur, Mühlhausen 1925
- Der geplatzte Strohwitwer, Leipzig 1925
- Der geprellte Affenwirt, Leipzig 1925
- Der Hölle von Marokko entkommen!, Mühlhausen 1925
- Die Kußmamsell, Leipzig 1925
- Der Onkel aus Honolulu, Leipzig 1925
- Der Radio-Kavalier, Leipzig 1925
- Rheinische Liebe, rheinischer Wein, Leipzig 1925
- Der unschuldige Spitzbube, Leipzig 1925
- Ein Weihnachtsabend im Forsthaus, Leipzig 1925
- Der bekehrte Weiberfeind, Leipzig 1926
- Kätchen vom Rolandstein, Steele (Ruhr) 1926 (mit Willy Webels)
- Knillemann haut jeden knock out!, Mühlhausen i. Thür. 1926
- Das Köhlerkind vom Wildbachgrund, Leipzig 1926
- Schlaucherls Badereise, Leipzig 1926
- Die Winzerprinzessin vom Rhein, Steele (Ruhr) 1926 (mit Willy Webels)
- Durch Not und Leid zur Weihnachtsfreud, Mühlhausen i. Thür. 1927
- Er hat die Tollwut, Leipzig 1927
- Das gestörte Wochenende, Leipzig 1927
- Das gute Vortragsbuch, Steele (Ruhr)
  - 1 (1927)
- Der Held der Feuerwehr, Leipzig 1927
- Der Jugend Schuld gesühnt, Mühlhausen i. Thür. 1927
- Knurrhahns Ende, Leipzig 1927
- Mostrich kontra Senf, Leipzig 1927
- Schuster-Fritze als Millionenbraut, Mühlhausen i. Thür. 1927
- Das verflixte Radio!, Bonn 1927
- Weihnachten in der Schusterstube, Bonn a. Rh. 1927
- Der Weihnachts-Mops, Leipzig 1927
- Wenn Muttertränen fließen, Mühlhausen i. Thür. 1927
- Der Affenmensch, Bonn a. Rhein 1928
- Alles wegera Goiß!, Stuttgart 1928
- Antons Weihnachsglück, Leipzig 1928
- Ballermanns Wochenende, Mühlhausen i. Th. 1928
- Der Bettelmusikant, Mühlhausen i. Th. 1928
- Der düpierte Branddirektor, Leipzig 1928
- Florenzia, das Zirkusmädel, Steele (Ruhr) 1928 (mit Willy Webels)
- Gebrüder Lenz – als Konkurrenz, Leipzig 1928
- Hieronymus der Erste, Leipzig 1928
- Die Fußballbraut, Mühlhausen i. Thür. 1929
- Die Tochter des Wielddiebs, Mühlhausen i. Thür. 1929
- Walter im Schwindel, Mühlhausen i. Thür. 1929
- Das Fischermädel von Helgoland, Essen-Steele 1930 (mit Willi Webels)
- Die gepumpte Frau, Leipzig 1930
- Die kleine Försterchristel, Essen-Steele 1930 (mit Paul Oppermann)
- Des Sträflings Heimkehr am Weihnachtsabend, Warendorf i. W. 1930
- Weihnacht in der Herberge zur Heimat, Warendorf i. W. 1930
- Der falsche Hauptmann von Köpenick, Warendorf 1931
- Der Hausknecht vom „Blauen Affen“, Warendorf 1931
- Knolles Millionen-Tante, Warendorf i. W. 1931
- Lustige Galgenvögel, Warendorf i. W. 1931
- Der Müller vom Eichengrund, Leipzig 1931
- Stärker als der Tod, Warendorf 1931
- Die Klosterstürmer von Sevilla, Warendorf 1932 (mit Franz Hillmann)
- Mein Mädel wohnt am Rhein, Essen 1932 (mit Willi Webels)
- Michel als Leutnantsbursche, Warendorf 1932
- Mutterlieb' hört nimmer auf, Warendorf 1932
- Onkel Fritz kommt auf Weihnachtsbesuch, Warendorf 1932
- Schnorps, der Unglücksrabe, Warendorf 1932
- Schwindelmeier & Co, Warendorf 1932
- Weihnachten in der Waldmühle, Warendorf 1932
- Der bekehrte Fußballfeind, Warendorf 1933
- Einquartierung, Warendorf 1933
- Fritze macht alles!, Warendorf 1933
- Knillemann hat gesiegt!, Warendorf 1933
- Michel auf Wachtposten, Warendorf 1933 (mit Carl Schwienhorst)
- O dieser Anton!, Warendorf 1933 (mit Fritz Jansen)
- Die schlanke Form, Warendorf 1933
- So ein Tolpatsch!, Warendorf 1933
- Im Goldenen Stern am Tegernsee, Warendorf 1935
- Musketier Auguste, Mühlhausen 1935
- Rosl, die Lindenwirtin, Warendorf 1935
- O Schwarzwald, o Heimat!, Leipzig 1936
- Hühnerbein wird Millionär, Reutlingen 1937
- Weltzirkus Machespassi, Warendorf 1937
- Ferien mit Liselott, Reutlingen 1938
- Kartoffeln und Hering, Leipzig 1938
- Mann bleibt Mann, Leipzig 1938
- Meister Zweckes Geburtstag, Leipzig 1938
- Michel soll heiraten, Leipzig 1938
- Sieben Frauen um Klaus, Karlsruhe 1938
- Die verwechselten Stiefel, Leipzig 1938
- Brita kämpft um ihre Liebe, Leipzig 1939
- Einquartierung im Lindenhof, Leipzig 1939
- Nur keine Geldheirat, Leipzig 1939
- Die Pferdekur, Leipzig 1939
- Üb’ immer Treu’ und Redlichkeit, Stuttgart 1941
- Vom Rega en d’ Dachtrauf!, Stuttgart 1955